# Theodor-Heuss-Platz (métro de Berlin)
Theodor-Heuss-Platz est une station du métro de Berlin, située sur la place éponyme dans le quartier de Westend. La station est sur la ligne souterraine U2.

## Histoire
Lorsque la station ouvre, le 29 mars 1908, elle porte le nom de « Reichskanzlerplatz », d'après celui de la place éponyme sur laquelle elle est située, aménagée entre 1904 et 1908 ; une référence à la fonction de chancelier allemand et de son premier titulaire, Otto von Bismarck. Elle est construite conformément aux plans d'Alfred Grenander. Deux semaines avant son inauguration (le 14 mars), l'empereur Guillaume II effectue un premier voyage sur cette nouvelle ligne dont le terminus est alors à Reichskanzlerplatz.
Après l'accession au pouvoir d'Adolf Hitler, le 21 avril 1933, la place est renommée « Adolf-Hitler-Platz » et la station « Adolf-Hitler » (le chancelier possédait un appartement à proximité et le siège des Jeunesses hitlériennes s'y trouvait). Après la Seconde Guerre mondiale, le 31 juillet 1947, les Alliés renomment la place et la station « Reichskanzlerplatz ». Ayant peu souffert de la Seconde Guerre mondiale, la station perd toutefois son riche décor original (notamment des carreaux de majolique venant de Kadyny) après le conflit.
Le 18 décembre 1963, la place et la station sont rebaptisées d'après le nom du président Theodor Heuss, décédé six jours avant.

## Service des voyageurs

### Accueil
La station dispose de deux plates-formes, une allant dans chaque direction ; elles ne sont toutefois pas reliées, les passagers devant traverser la rue pour changer de quai.

## Galerie de photographies

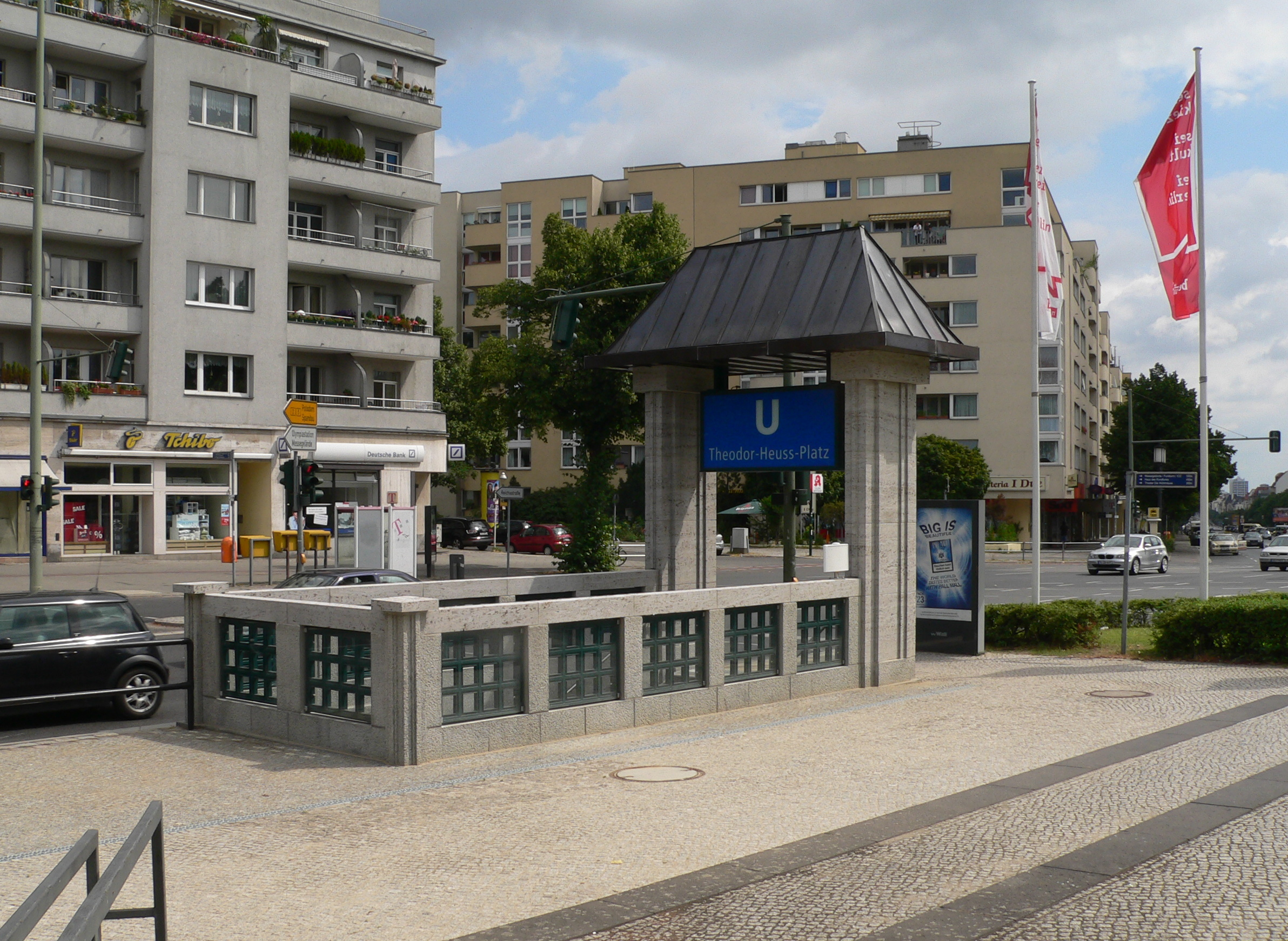
Bouche de métro.
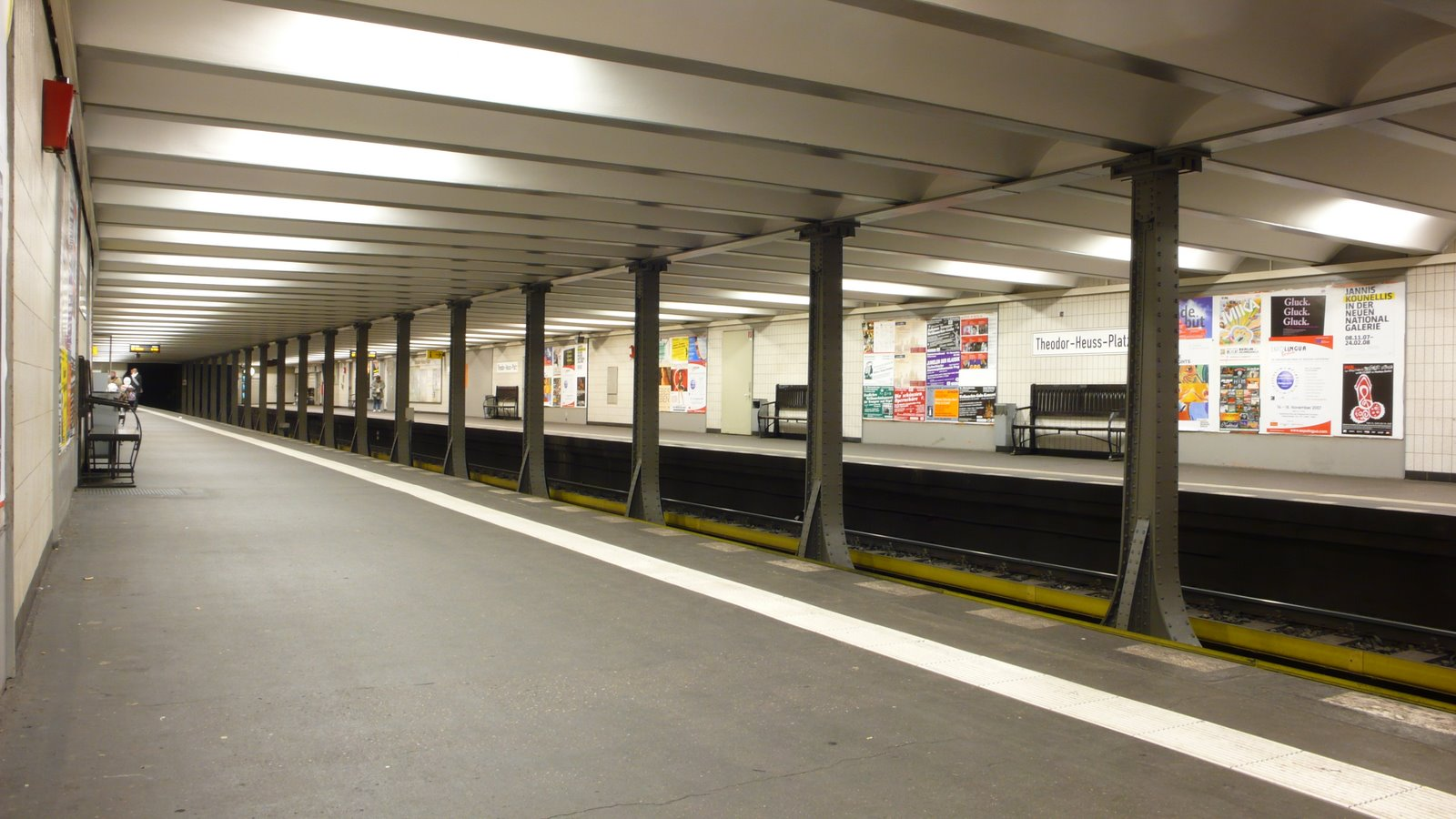
Quais.
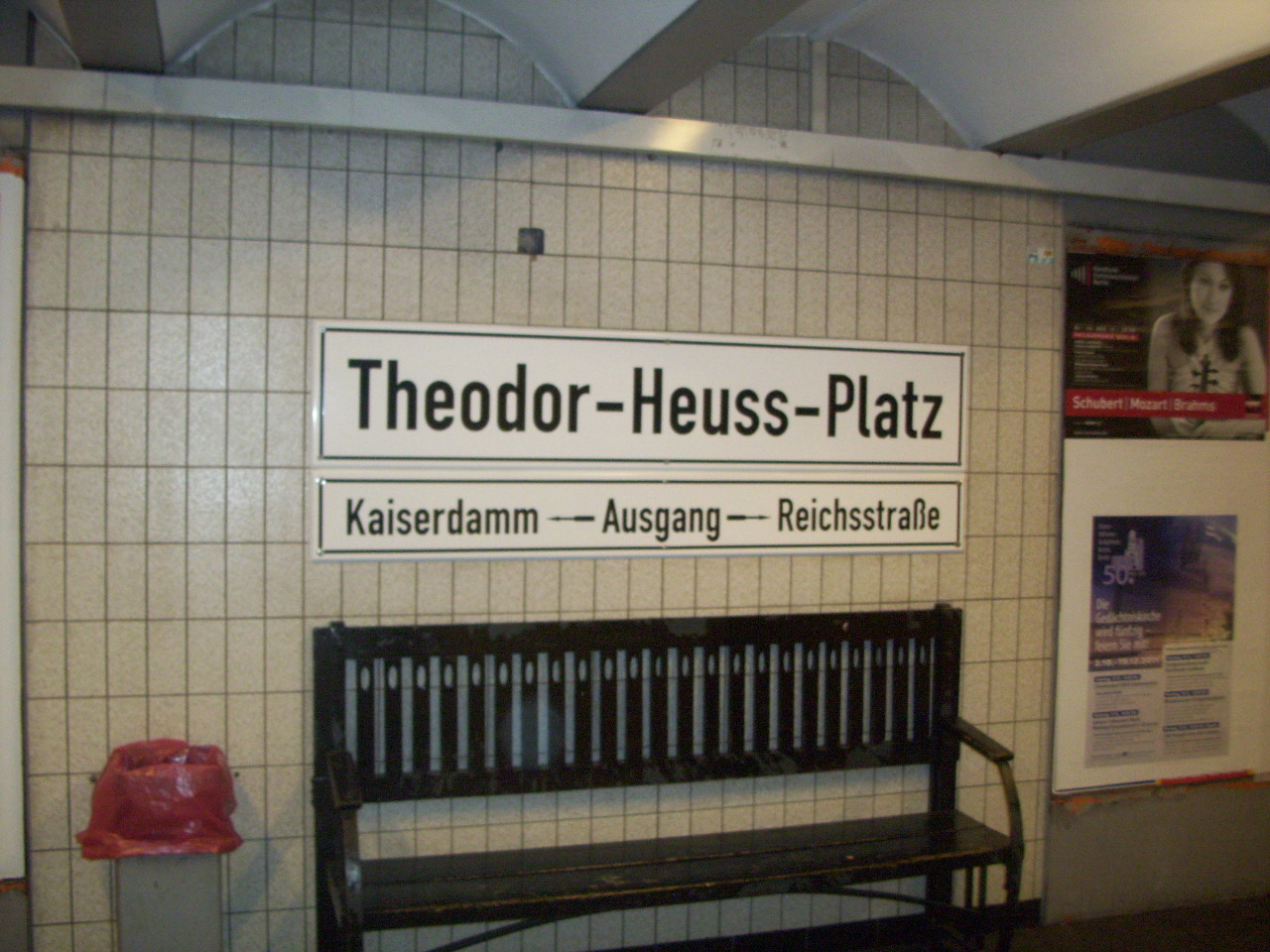
Plaque sur le quai.
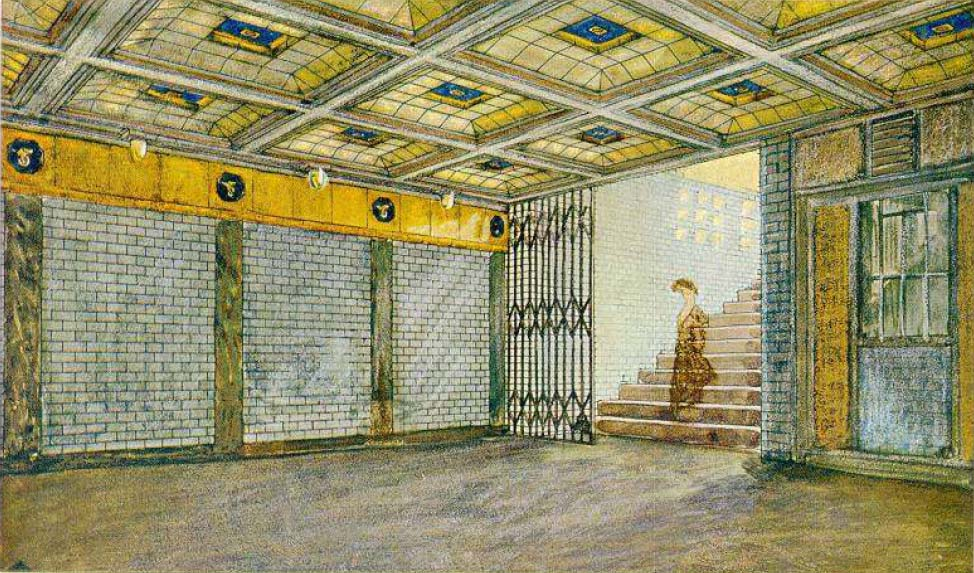
Décor de la station en 1908.